# Realidade CNN
Realidade CNN es un programa periodístico transmitido por CNN Brasil, que presenta documentales de diversos temas, como salud, animales, cocina y viajes.
Siendo producido por CNN International y CNN Brasil, no tener un presentador fijo.